# Celastrina marginata
Celastrina marginata är en fjärilsart som beskrevs av Edwards 1883. Celastrina marginata ingår i släktet Celastrina och familjen juvelvingar. Inga underarter finns listade i Catalogue of Life.